# Serviteurs des pauvres du Tiers-Monde
 (janvier 2023).
Les Serviteurs des Pauvres du Tiers-Monde sont un mouvement missionnaire catholique de contemplatifs en action[Quoi ?], qui vient en aide aux plus défavorisés dans les pays pauvres et plus spécialement au Pérou.
Il a été fondé en 1983 par le Père Giovanni Salerno (né en 1938), prêtre et médecin dans la Cordillère des Andes.